# Genyagnus monopterygius
Genyagnus monopterygius és una espècie de peix pertanyent a la família dels uranoscòpids i l'única del gènere Genyagnus.

## Descripció
- Pot arribar a fer 45 cm de llargària màxima.
- 0-4 espines i 16-20 radis tous a l'aleta dorsal i 15-19 radis tous a l'anal.
- Escates molt petites i disposades a l'atzar.[2][3]

## Alimentació
Menja peixos demersals.

## Hàbitat
És un peix marí, demersal i de clima temperat que viu fins als 100 m de fondària des d'estuaris fins a la plataforma continental.

## Distribució geogràfica
Es troba al Pacífic sud-occidental (Nova Zelanda) i el Pacífic oriental central (Tonga i Tahití).

## Observacions
És inofensiu per als humans.